# Parveen Kaur (actrice canadienne)
Pour les articles homonymes, voir Parveen Kaur et Kaur.
Parveen Kaur (née le 19 octobre 1988) est une actrice canadienne. Elle est surtout connue pour avoir joué Christine dans Beyond et la scientifique Saanvi Bahl dans Manifest.

## Enfance
Kaur est née le 19 octobre 1988 et a grandi dans la vallée de l'Okanagan, en Colombie-Britannique, au Canada. Elle est d'ethnie punjabi et sikh. À l'âge de 18 ans, elle a déménagé à Toronto,. Elle pratique le yoga, le Hot Yoga et la pleine conscience.

## Carrière
Kaur n'a décidé de poursuivre une carrière d'actrice que dans la vingtaine après avoir quitté le lycée prématurément. Le premier rôle récurrent de Kaur est apparu dans la série dramatique d'horreur The Strain de Guillermo del Toro en 2018, Kaur a joué dans le film Through Black Spruce qui a été présenté en première au Festival international du film de Toronto 2018. Kaur a joué le rôle de Saanvi pendant 4 saisons (44 épisodes) de Manifest entre 2018 et 2023,,.

## Prix
Kaur a reçu le MISAFF Star 2017 présenté par l'ACTRA lors du 6e festival international annuel du film sud-asiatique Mosaic à Mississauga, en Ontario.

## Filmographie

### Cinéma
| Année | Titre                | Rôle               |
| ----- | -------------------- | ------------------ |
| 2013  | Five Dollars         | Natalie            |
| 2014  | Latter               | Cass               |
| 2015  | Chameleon            | Poorti             |
| 2017  | White night          | Emily              |
| 2017  | Worst Part           | Designer graphique |
| 2017  | Ruby's Tuesday       | Anu                |
| 2018  | Through Black Spruce | Geeta              |
| 2018  | Edging               | Bree               |
| 2018  | Acquainted           | Michelle           |
| 2019  | American Hangman     | Kaitlyn            |

### Télévision
| Année       | Titre                  | Rôle                | Notes                               |
| ----------- | ---------------------- | ------------------- | ----------------------------------- |
| 2013        | Played                 | Femme bijoutier     | Épisode - Money                     |
| 2014        | Working the Engels     | Vanessa             | Épisode - Picture Night             |
| 2015        | Defiance               | Augusta - 307       | Épisode - The Beauty of Our Weapons |
| 2015        | The Strain             | Aanya Gupta         | 4 épisodes                          |
| 2015 - 2016 | Saving Hope            | Dr. Asha Mirani     | 11 épisodes                         |
| 2017        | American Gods          | Jeune femme persane | Épisode - Come to Jesus             |
| 2018        | Workin' Moms           | Lucy Crushner       | 3 épisodes                          |
| 2018        | 9-1-1                  | Savita Kapoor       | Épisode - Point of Origin           |
| 2016 - 2018 | Beyond                 | Christine           | 8 épisodes                          |
| 2020        | Find a Way or Make One | Kaitlyn             | Épisode - Are You Still?            |
| 2018 - 2023 | Manifest               | Dr. Saanvi Bahl     | Rôle principal                      |